# Usine de constructions mécaniques de Zlatooust
L'Usine de constructions mécaniques de Zlatooust (Акционерное общество «Златоустовский машиностроительный завод» - АО «Златмаш», Zlatmach) est une des entreprises les plus importantes de Russie dans la fabrication de systèmes de missiles stratégiques de la marine de la fédération de Russie. Elle est située à Zlatooust, dans l'oblast de Tcheliabinsk. L'entreprise fabrique le troisième étage des missiles balistiques de haute précision R-29RMU Sineva (en). Parallèlement à l'exécution des commandes de défense de l'État, la production de produits civils se développe avec succès dans l'entreprise. C'est une filiale du Bureau d'étude Makeïev, qui fait partie de la société d'État « Roscosmos ».
Depuis l'invasion de l'Ukraine par la Russie en 2022, l'usine est frappée de sanctions par les pays de l'Union européenne, et les États-Unis.

## Histoire
L'usine est fondée en 1938 pour produire des armes légères.
La première décision gouvernementale sur la construction de l'usine a été prise en mai 1938. Après une analyse approfondie de onze emplacements prévus pour une future construction, les autorités choisissent le site d'Ourjoum, à 12 kilomètres de la ville de Zlatooust. Le 28 juin 1939, les missions de conception et le plan directeur de l'usine sont finalement approuvés à Moscou avec des commandes pour le démarrage immédiat des travaux de construction, et le 29 juin, Nikolaï Pavlovitch Poletaïev est nommé directeur de la nouvelle usine.
En novembre 1941, les machines et le personnel spécialiste de l'usine d'armement de Toula et de l'usine de mécanique de Podolsk sont évacués à Zlatooust. Avec leur arrivée, la production de la mitrailleuse Maxime et du canon d'artillerie aérienne Volkov-Yartsev (de calibre 23 mm) est lancée. Plus tard, l'usine produit le fusil semi-automatique SVT-40 Tokarev, la mitrailleuse Berezine UB, le pistolet-mitrailleur PPSh-41 Chpaguine, et le fusil-antichar PTRD Degtiarev.
Les ouvriers de l'usine lancent une collecte de fonds pour la fabrication d'une colonne de chars nommée d'après le XXVe anniversaire de la Grande Révolution d'Octobre. En peu de temps, 3,5 millions de roubles sont collectés, et 450 000 roubles sont collectés pour les besoins des soldats de l'Armée rouge et 1 200 000 roubles pour la création du corps blindé des volontaires de l'Oural.
C'est en juin 1942 que des premiers ouvriers de l'usine reçoivent différents ordres et médailles et en 1944 ; 81 personnes sont décorées de la médaille « Pour la défense de Moscou », et après la guerre plus de cinq mille ouvriers sont gratifiés de la médaille « Pour un travail vaillant dans la Grande Guerre patriotique de 1941-1945 ».
Après la guerre, l'usine a commencé à fabriquer des produits pour les besoins de l'économie nationale. La production de chaînes Keyston pour l'industrie du charbon sont envoyées pour restaurer les mines du Donbass, pour lesquelles un groupe d'ouvriers d'usine reçoit la médaille « Pour la restauration des mines de charbon du Donbass ».
De 1948 à 1967, l'entreprise produit la mitrailleuse Goriounov SG-43; de 1967 à 1990, elle produit en série une mitrailleuse de char de conception Kalachnikov (plus de 200 000 armes ont été produites au total).
Dans les années 1960, l'usine commence à développer et à produire de nouveaux produits civils et de biens de consommation.
Dans le cadre de la conversion du début des années 1990, l'usine commence à produire de nouveaux types d'armes légères : en particulier, les mitraillettes PP-91 Kedr, ainsi que des produits civils (par exemple, la carabine pneumatique 4,5 mm RPCh-V, les pistolets traumatiques PDT-9T Essaoul et PDT-13T Essaoul-3).
À ce jour, en plus des armes, l'usine fabrique des produits civils : cuisinières à gaz / électriques Metchta, panneaux en vitrocéramique HiMANS, radiateurs, chauffe-eau à accumulation, manipulateurs hydrauliques, équipements médicaux, etc.

### Fabrication de missiles
En décembre 1947, il est décidé de créer au sein de l'usine, le bureau d'étude n° 385, plus tard nommé bureau d'études de génie mécanique, et maintenant nommé Bureau d'étude Makeïev ; en 1953, c'est le début de la production de missiles tactiques 8А61 et 8К11 (R-11 et R-11М), selon les spécifications de l'OKB-1, dirigé par Sergueï Korolev.
En 1959, le premier missile balistique lancé par sous-marin R-11FM développé par l'OKB-1 est mis en service dans la Marine russe. En 1963, le développement se termine et le premier missile balistique lancé par sous-marin R-21 est mis en service dans la Marine.
En 1967, pour la première fois au monde, une fusée à ergols liquides R-27 « ampoulisée » (vannes soudées après remplissage et mesures anti-corrosion) est envoyée de l'usine, pour laquelle un complexe de remplissage séparé est construit spécialement (usine chimique). En 1974, le missile balistique SLBM R-27U avec une ogive multiple dispersive est mis en service. À l'avenir, tous les missiles balistiques qui sont ou étaient en service dans la marine ont été fabriqués et testés à l'usine de constructions mécaniques de Zlatooust.
L'entreprise a pris part à des programmes spatiaux. Elle a fabriqué des systèmes de rétropropulsion (freinage) pour les engins spatiaux Vostok, Voskhod, Soyouz (1961-1980), des composants et assemblages pour la navette Bourane (1983-1988), de l'outillage et des équipements non standardisés pour le complexe de lancement Baïkonour (1983-1988).
Dans les années 1960, l'usine s'est complètement réorientée vers la production de fusées et de technologies spatiales et est devenue la principale entreprise de base pour la production de technologies de fusées, développée par le bureau d'étude Makeïev. En 1960, les premiers bâtiments de production de l'usine n° 3 de Miass sont mis en service, dans lesquels la production de coques est organisée (l'usine se nomme depuis 1992 l'usine de constructions mécaniques de Miass).  

## Directeurs
- Nikolaï Poletaïev, 29 juin 1939-21 juin 1941; février 1944-1951;
- Alexandre Milekhine, 21 juin 1941-septembre 1941;
- Boris Pastoukhov, novembre 1941- mai 1942;
- Ivan Chtchekine, 1941-1942;
- Alexeï Tomiline, mai 1942-février 1944;
- Nikolaï Roudkev, 1942-1945;
- Emelian Ouchakov, 1952-1953; 1957-1958;
- Alexandre Tarassov, 1951-1954;
- S.P. Kraïev, 1954-1955;
- Alexandre Dementiev, 1955-1961;
- Vladimir Konovalov, 1961-1974;
- Vladimir Popov, 1974-1976;
- Vitali Dogoujiev, 1976-1983;
- Vladimir Popsouï, 1983-1989;
- Guennadi Starikov, 1989-2005;
- Sergueï Lemechevski, 2005-2015;
- Anton Lobanov, 2015-2021;
- Anton Malofeïev, 2022 à ce jour.

## Système de gestion de la qualité
Le système de gestion de la qualité de l'entreprise est certifié depuis 2001. En 2022, la recertification a été effectuée avec succès au sein du système de certification du registre militaire pour la conformité avec SRPP VT, GOST RV 0015-002-2020, RK-75, RK-88, RK-98, RK-98KT, RK-11, RK- 11KT et OST 134-1028-2012 - en ce qui concerne les produits d'armement et d'équipement militaire et dans le système national de certification pour la conformité à GOST R ISO 9001-2015 - en ce qui concerne les produits industriels généraux pour la production de cuisinières à gaz électriques, d'armes, de radiateurs de chauffage et de profilés en aluminium.